# Passerelle des Clairets
La passerelle des Clairets a été construite par Louis Harel de la Noë pour les chemins de fer des Côtes-du-Nord. Cette passerelle en courbe est située sur la commune de Jugon-les-Lacs, en Bretagne. Elle était utilisée par la ligne de Collinée à Dinan.